# Miss Nothing
"Miss Nothing" é uma canção da banda norte-americana de rock The Pretty Reckless. A canção foi extraída como segundo single do álbum de estreia da banda, Light Me Up, lançado em 2010.

## Lista de faixas
US digital download
- "Miss Nothing"

UK digital EP & Vinyl
- "Miss Nothing"
- "Make Me Wanna Die" (Acoustic version)

## Charts
| Chart (2010)                             | Melhor Posição |
| ---------------------------------------- | -------------- |
| UK Rock (The Official Charts Company)    | 15             |
| UK Singles (The Official Charts Company) | 39             |